# Rugby-fauteuil aux Jeux paralympiques d'été de 2024
Navigation
Tokyo 2020 Los Angeles 2024
Le tournoi de rugby-fauteuil aux Jeux paralympiques d'été de 2024 se déroule du 29 août au 2 septembre 2024 au Grand Palais éphémère, en France. Il s'agit de la 7e apparition du rugby-fauteuil aux Jeux paralympiques. Il y a un seul évènement au programme où 8 équipes sont en compétition, le tournoi étant mixte, bien que la grande majorité des athlètes aux Jeux sont de sexe masculin.

## Classification
Chaque joueur se voit attribuer un nombre de points (de 0,5 à 3,5), en fonction de son degré de handicap. Chaque équipe ne peut dépasser un total de huit points sur le terrain, voire 8,5 points si elle compte une joueuse sur le terrain.
Les joueurs les moins mobiles (0,5 à 1,5 point), du fait de leur handicap (tétraplégie ou assimilée), ont une fonction essentiellement défensive sur le terrain. 

## Qualifications
Les huit équipes se sont qualifiées comme suit :
| Compétition                                | Date                | Lieu                          | Places | Qualifiés                  |
| ------------------------------------------ | ------------------- | ----------------------------- | ------ | -------------------------- |
| Pays organisateur                          | Pays organisateur   | Pays organisateur             | 1      | France                     |
| Championnat WWR d'Europe 2023 - Division A | 3-7 mai 2023        | Cardiff, Pays de Galles       | 2      | Grande-Bretagne Danemark   |
| Championnat WWR d'Asie-Océanie 2023        | 3-7 mai 2023        | Tokyo, Japon                  | 1      | Japon                      |
| Jeux parapanaméricains de 2023             | 17-26 novembre 2023 | Santiago, Chili               | 1      | États-Unis                 |
| Tournoi de qualification paralympique      | 17–25 mars 2024     | Wellington , Nouvelle-Zélande | 3      | Australie Canada Allemagne |
| Total                                      | Total               | Total                         | 8      |                            |

## Podium
| Épreuves     | Or | Argent | Bronze |
| Tournoi open | Japon- Hidefumi Wakayama - Yuki Hasegawa - Kae Kurahashi - Masayuki Haga - Daisuke Ikezaki - Ryuji Kusaba - Shinichi Shimakawa - Shunya Nakamachi - Yukinobu Ike - Seiya Norimatsu - Hitoshi Ogawa - Katsuya Hashimoto | États-Unis- Sarah Adam - Chuck Aoki - Clayton Brackett - Jeff Butler - Lee Fredette - Brad Hudspeth - Chuck Melton - Eric Newby - Josh O'Neill - Zion Redington - Mason Symons - Josh Wheeler | Australie - Ryley Batt - Chris Bond - Ben Fawcett - Brayden Foxley-Connolly - Andrew Edmondson - Shae Graham - Jake Howe - Josh Nicholson - James McQuillan - Emilie Miller - Ella Sabljak - Beau Vernon |

## Résultats

### Phase de poules

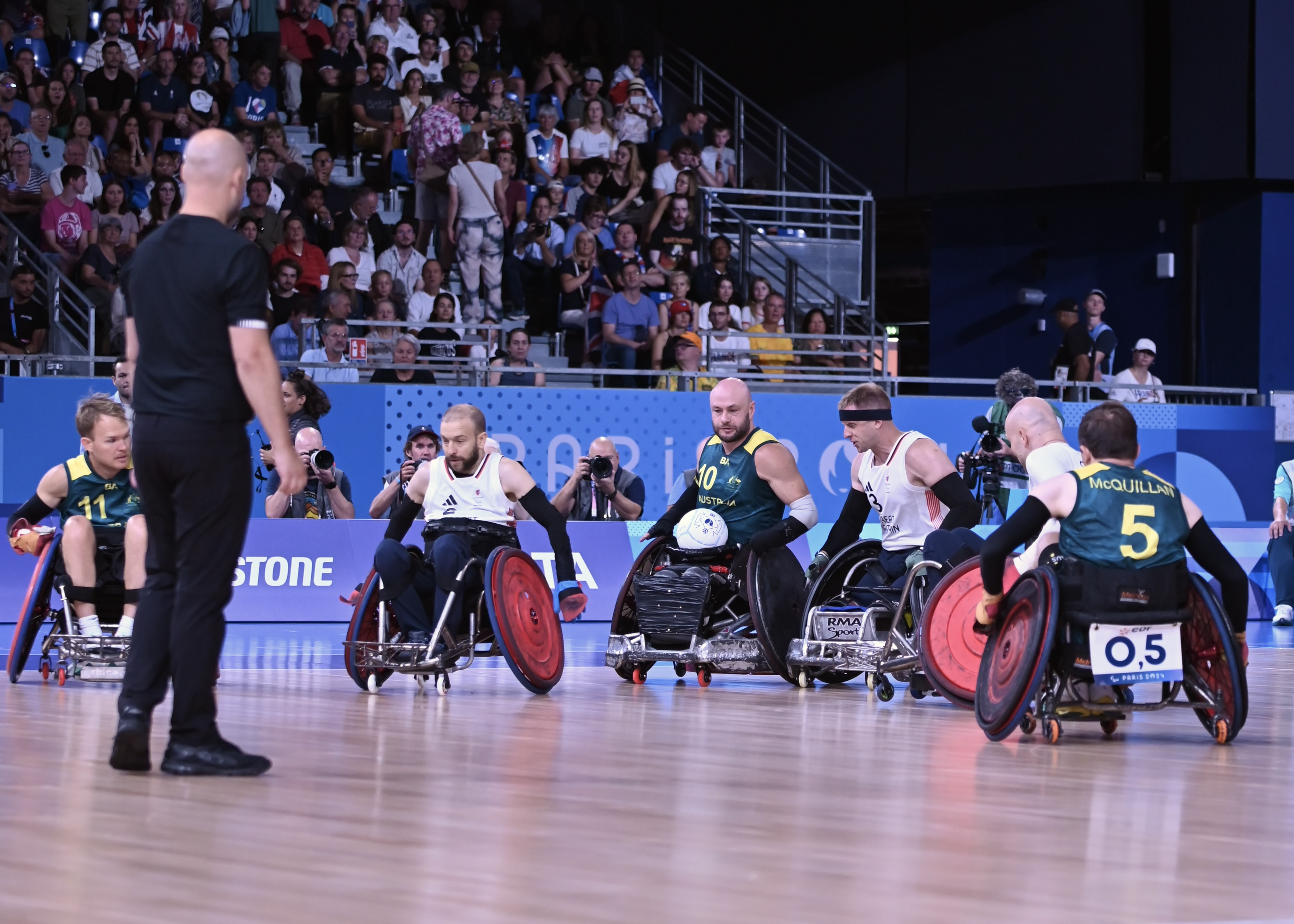
Australie contre Grande-Bretagne, le 29 août.

#### Poule A
| Rang | Pays       | J | V | N | D | Pm  | Pe  | Diff | Pts |
| ---- | ---------- | - | - | - | - | --- | --- | ---- | --- |
| 1    | Japon      | 3 | 3 | 0 | 0 | 150 | 132 | +18  | 6   |
| 2    | États-Unis | 3 | 2 | 0 | 1 | 150 | 140 | +10  | 4   |
| 3    | Canada     | 3 | 1 | 0 | 2 | 148 | 148 | 0    | 2   |
| 4    | Allemagne  | 3 | 0 | 0 | 3 | 138 | 166 | -28  | 0   |

|  | Qualifié pour les demi-finales |
|  | Match de classement de 5 à 8   |

| Rang | Pays       | J | V | N | D | Pm  | Pe  | Diff | Pts |
| ---- | ---------- | - | - | - | - | --- | --- | ---- | --- |
| 1    | Japon      | 3 | 3 | 0 | 0 | 150 | 132 | +18  | 6   |
| 2    | États-Unis | 3 | 2 | 0 | 1 | 150 | 140 | +10  | 4   |
| 3    | Canada     | 3 | 1 | 0 | 2 | 148 | 148 | 0    | 2   |
| 4    | Allemagne  | 3 | 0 | 0 | 3 | 138 | 166 | -28  | 0   |

|  | Qualifié pour les demi-finales |
|  | Match de classement de 5 à 8   |

| 29 août | États-Unis | 51–48 | Canada     |
| 29 août | Japon      | 55–44 | Allemagne  |
| 30 août | États-Unis | 42–45 | Japon      |
| 30 août | Allemagne  | 47-54 | Canada     |
| 31 août | Allemagne  | 47–57 | États-Unis |
| 31 août | Canada     | 46–50 | Japon      |

#### Poule B
| Rang | Pays            | J | V | N | D | Pm  | Pe  | Diff | Pts |
| ---- | --------------- | - | - | - | - | --- | --- | ---- | --- |
| 1    | Grande-Bretagne | 3 | 3 | 0 | 0 | 163 | 157 | +6   | 6   |
| 2    | Australie       | 3 | 2 | 0 | 1 | 163 | 160 | +3   | 4   |
| 3    | France          | 3 | 1 | 0 | 2 | 155 | 156 | -1   | 2   |
| 4    | Danemark        | 3 | 0 | 0 | 3 | 153 | 161 | -8   | 0   |

|  | Qualifié pour les demi-finales |
|  | Match de classement de 5 à 8   |

| Rang | Pays            | J | V | N | D | Pm  | Pe  | Diff | Pts |
| ---- | --------------- | - | - | - | - | --- | --- | ---- | --- |
| 1    | Grande-Bretagne | 3 | 3 | 0 | 0 | 163 | 157 | +6   | 6   |
| 2    | Australie       | 3 | 2 | 0 | 1 | 163 | 160 | +3   | 4   |
| 3    | France          | 3 | 1 | 0 | 2 | 155 | 156 | -1   | 2   |
| 4    | Danemark        | 3 | 0 | 0 | 3 | 153 | 161 | -8   | 0   |

|  | Qualifié pour les demi-finales |
|  | Match de classement de 5 à 8   |

| 29 août | Australie       | 55-58 | Grande-Bretagne |
| 29 août | France          | 53-51 | Danemark        |
| 30 août | Grande-Bretagne | 55-53 | Danemark        |
| 30 août | Australie       | 55-53 | France          |
| 31 août | Danemark        | 49–53 | Australie       |
| 31 août | France          | 49–50 | Grande-Bretagne |

### Phase finale

#### Tableaux
|  | Demi-finales    | Demi-finales  |          |    | Finale      | Finale      |
|  | Demi-finales    | Demi-finales  |          |    | Finale      | Finale      |
|  |                 |               |          |    |             |             |
|  | 1er septembre   | 1er septembre |          |    | 2 septembre | 2 septembre |
|  | 1er septembre   | 1er septembre |          |    | 2 septembre | 2 septembre |
|  | Japon           | 52            |          |    | 2 septembre | 2 septembre |
|  | Japon           | 52            |          |    | 2 septembre | 2 septembre |
|  | Australie       | 51            |          |    | 2 septembre | 2 septembre |
|  | Australie       | 51            | Japon    | 48 |             |             |
|  | 1er septembre   |               | Japon    | 48 |             |             |
|  |                 | États-Unis    | 41       |    |             |             |
|  | Grande-Bretagne | États-Unis    | 41       | 43 |             |             |
|  | Grande-Bretagne |               |          | 43 |             |             |
|  | États-Unis      | 50            |          |    |             |             |
|  | États-Unis      | 50            | 3e place |    |             |             |
|  |                 |               |          |    |             |             |
|  | 2 septembre     |               |          |    |             |             |
|  |                 |               |          |    |             |             |
|  | Australie       | 50            |          |    |             |             |
|  | Australie       | 50            |          |    |             |             |
|  | Grande-Bretagne | 48            |          |    |             |             |
|  | Grande-Bretagne | 48            |          |    |             |             |

|  | Match de classement | Match de classement |                        |    | Match pour la 5e place | Match pour la 5e place |
|  | Match de classement | Match de classement |                        |    | Match pour la 5e place | Match pour la 5e place |
|  |                     |                     |                        |    |                        |                        |
|  | 1er septembre       | 1er septembre       |                        |    | 2 septembre            | 2 septembre            |
|  | 1er septembre       | 1er septembre       |                        |    | 2 septembre            | 2 septembre            |
|  | France              | 54                  |                        |    | 2 septembre            | 2 septembre            |
|  | France              | 54                  |                        |    | 2 septembre            | 2 septembre            |
|  | Allemagne           | 48                  |                        |    | 2 septembre            | 2 septembre            |
|  | Allemagne           | 48                  | France                 | 53 |                        |                        |
|  | 1er septembre       |                     | France                 | 53 |                        |                        |
|  |                     | Canada              | 50                     |    |                        |                        |
|  | Canada              | Canada              | 50                     | 56 |                        |                        |
|  | Canada              |                     |                        | 56 |                        |                        |
|  | Danemark            | 46                  |                        |    |                        |                        |
|  | Danemark            | 46                  | Match pour la 7e place |    |                        |                        |
|  |                     |                     |                        |    |                        |                        |
|  | 2 septembre         |                     |                        |    |                        |                        |
|  |                     |                     |                        |    |                        |                        |
|  | Danemark            | 56                  |                        |    |                        |                        |
|  | Danemark            | 56                  |                        |    |                        |                        |
|  | Allemagne           | 49                  |                        |    |                        |                        |
|  | Allemagne           | 49                  |                        |    |                        |                        |

## Classement final
| Rang | Équipe          | J | V | D |
| ---- | --------------- | - | - | - |
| 1    | Japon           | 5 | 5 | 0 |
| 2    | États-Unis      | 5 | 3 | 2 |
| 3    | Australie       | 5 | 4 | 1 |
| 4    | Grande-Bretagne | 5 | 3 | 2 |
| 5    | France          | 5 | 3 | 2 |
| 6    | Canada          | 5 | 2 | 3 |
| 7    | Danemark        | 5 | 1 | 4 |
| 8    | Allemagne       | 5 | 0 | 5 |